# Esquí adaptat als Jocs Olímpics d'hivern de 1988
Als Jocs Olímpics d'Hivern de 1988 celebrats a la ciutat de Calgary (Canadà) es disputaren quatre proves d'esquí alpí adaptat per a minusvàlids, dues proves en categoria masculina i dues en categoria femenina, com a esport de demostració. Aquestes proves es realitzaren com a complement als Jocs Paralímpics d'hivern de 1988 realitzats a Innsbruck (Àustria).

## Resum de medalles

### Categoria masculina
| Prova                          | Or                | Argent        | Bronze       |
| Amputats per sobre el genoll   | Alexander Spitz   | Greg Mannino  | Fritz Berger |
| Esquí de fons 5 km. per a cecs | Hans Anton Aalien | Ake Petterson | Asmund Tveit |

### Categoria femenina
| Prova                          | Or                | Argent          | Bronze        |
| Amputats per sobre el genoll   | Diana Golden      | Cathy Gentile   | Martha Hill   |
| Esquí de fons 5 km. per a cecs | Veronika Preining | Kirsti Pennanen | Margret Heger |

## Medaller
| Posició | País         | Or | Argent | Bronze | Total |
| 1       | Estats Units | 1  | 2      | 1      | 4     |
| 2       | Àustria      | 1  | 0      | 1      | 2     |
| 2       | Noruega      | 1  | 0      | 1      | 2     |
| 4       | RFA          | 1  | 0      | 0      | 1     |
| 5       | Finlàndia    | 0  | 1      | 0      | 1     |
| 5       | Suècia       | 0  | 1      | 0      | 1     |
| 7       | Suïssa       | 0  | 0      | 1      | 1     |